# У суботу
«У суботу» — художній фільм режисера Олександра Міндадзе про події, що відбувалися навколо ЧАЕС.

## Синопсис
26 квітня 1986-го року — перший день після аварії на Чорнобильській АЕС. Субота «незнання». Субота, коли життя не можна скасувати, коли дівчата одягають вихідні туфлі на підборах — тому що субота — вихідний день. Події фільму розвертаються в перші 24 години з моменту аварії. Головний герой картини стає мимовільним свідком катастрофи. Випадково він дізнається всю правду про трагедію і постає перед моральним вибором: врятувати людей або виконати наказ «зверху» і не сіяти паніку.